# Talant Dujšebajev
Talant Mušanbetovič Dujšebajev (Талант Мушанбетович Дуйшебаев; * 2. června 1968, Frunze) je bývalý španělský házenkář kyrgyzského původu.
Hrál za CSKA Moskva, vyhrál olympiádu 1992 s týmem Společenství nezávislých států (se 47 brankami byl nejlepším střelcem turnaje) a Mistrovství světa v házené 1993 už s reprezentací samostatného Ruska. V roce 1993 přestoupil do klubu Teka Cantabria (v roce 1994 mu pomohl k vítězství v Lize mistrů) a v roce 1995 získal španělské občanství. Reprezentoval Španělsko na třech olympiádách (1996, 2000 a 2004, na třech mistrovstvích světa (v roce 1997 byl zvolen nejlepším hráčem šampionátu) a třech mistrovstvích Evropy. V národním týmu nastřílel 569 branek.
Po skončení aktivní kariéry se stal trenérem, působil v klubech Balonmano Ciudad Real (v letech 2005 až 2007 jako hrající trenér), Club Balonmano Neptuno a Vive Targi Kielce.
Mezinárodní házenkářská federace ho zvolila nejlepším hráčem roku 1994 a 1996 a druhým nejlepším hráčem 20. století.
Jeho syn Alex Dujšebajev (* 1992) je nadějným házenkářem.